# 寶可夢世代
《寶可夢世代》（英語：Pokémon Generations）是以《精靈寶可夢》遊戲系列劇情為基礎的短篇原創網路動畫，以三集為單位、呈獻《精靈寶可夢》遊戲系列第一世代至第六世代的遊戲部份情節，共十八集，每集長度約五分鐘。英語配音版自2016年9月16日起在YouTube發布。日語配音版則從同年12月8日開始發布。

## 登場人物
括號內為日語版配音員。
- 皮卡丘（折笠富美子）
- 帥哥／大帥（藤原啟治／堀內賢雄[a]）
- 搜查官（加瀨康之）
- 坂木（大塚明夫）
- 挑戰者／青綠（福山潤）
- 科拿（折笠富美子）
- 希巴（星野貴紀）
- 菊子（京田尚子）
- 渡（細谷佳正）
- 拉姆達（高木涉）
- 坂木的兒子／小銀（逢坂良太）
- 火箭隊隊員（芝崎典子）
- 米那君／南其（土田大）
- 赤焰松（佐佐木誠二（日语：佐々木誠二））
- 篝火（福圓美里）
- 火村（陶山章央）
- 水梧桐（小山力也）
- 泉（本田貴子）
- 潮（稻田徹）
- 瑪莉（坂本真綾）
- 小戴（保村真）
- 索藍斯博士（飛田展男）
- 芽米（能登麻美子）
- 吉利蛋（興梠里美）
- 女孩（釘宮理惠）
- 老紳士（有本欽隆）
- 赤日（津田健次郎）
- 竹蘭（遠藤綾）
- 鎮星（山下大輝）
- 夥星（北原沙彌香）
- 歲星（雞冠井美智子）
- 銀河隊隊員（安部亮馬）
- 麥可／巴克（下野紘）
- 冥王（富田耕生）
- 艾莉絲（日高里菜）
- 傑洛／恰洛（小室正幸）
- 維奧（志村知幸）
- 夏卡（岩崎征實）
- 斯姆拉（松田修平）
- 約格斯（岡部涼音）
- 阿蘇拉（安部亮馬）
- 羅德（伊原正明）
- 蘆薈（高宮彩織）
- 小菊兒（北原知奈）
- 風露（芝崎典子）
- 亞堤
- 菊老大
- 哈奇庫
- 阿克羅瑪（川島得愛）
- N（石田彰）
- 魁奇思（速水獎）
- 弗拉達利（東地宏樹）
- 卡露乃（大原沙耶香）
- 帕琦拉（井上麻里奈）
- 董事（瀧澤久美子）
- 瑪琪艾兒／艾絲普莉（內田真禮）
- 喵茸（芝崎典子）
- AZ（土師孝也）
- 母親（井上喜久子）
- 女兒（井上穗乃花）
- 布拉塔諾博士

## 製作人員
- 導演：冨安大貴（日语：冨安大貴）
- 劇本：冨岡淳廣
- 音效指導：中嶋聰彥
- 音樂：OLM MUSIC, Inc
- 動畫製作：OLM team Kato
- 協助製作：SIGNAL.MD（第2－6話）、WIT STUDIO（第7－9、13－14話）、Production I.G（第10－12、16－17話）、domerica（第15話）

## 各話列表
| 話數 | 英文標題           | 日文標題 | 中文標題 | 分鏡       | 演出                 | 作畫監督         | 發布日期       | 發布日期       | 故事舞台         | 所屬遊戲                             |
| 話數 | 英文標題           | 日文標題 | 中文標題 | 分鏡       | 演出                 | 作畫監督         | 英語配音版     | 日語配音版     | 故事舞台         | 所屬遊戲                             |
| ---- | ------------------ | -------- | -------- | ---------- | -------------------- | ---------------- | -------------- | -------------- | ---------------- | ------------------------------------ |
| 1    | The Adventure      |          | 冒險     | 冨安大貴   | 吉野真一             | 吉野真一         | 2016年 9月16日 | 2016年 12月8日 | 關都至卡洛斯地區 | 全系列                               |
| 2    | The Chase          |          | 追緝     | 柳沼和良   | 柳沼和良             | 赤井真吾         | 2016年 9月16日 | 2016年 12月8日 | 關都地區         | 《精靈寶可夢 火紅·葉綠》             |
| 3    | The Challenger     |          | 挑戰者   | 冨安大貴   | 傳沙織               | 海島千本         | 9月23日        | 2016年 12月8日 | 關都地區         | 《精靈寶可夢 火紅·葉綠》             |
| 4    | The Lake of Rage   |          | 憤怒之湖 | 柳沼和良   | 柳沼和良             | 赤井真吾、末澤慧 | 9月30日        | 2016年 12月8日 | 城都地區         | 《精靈寶可夢 心金·魂銀》             |
| 5    | The Legacy         |          | 繼承     | 柳沼和良   | 柳沼和良             | 山田史、末澤慧   | 10月7日        | 2016年 12月8日 | 關都並城都地區   | 《精靈寶可夢 心金·魂銀》             |
| 6    | The Reawakening    |          | 復甦     | 傳沙織     | 傳沙織               | 海島千本         | 10月7日        | 2016年 12月8日 | 城都地區         | 《精靈寶可夢 心金·魂銀》             |
| 7    | The Vision         |          | 願景     | 平川哲生   | 平川哲生             | 吉岡毅           | 10月14日       | 12月15日       | 豐緣地區         | 《精靈寶可夢 終極紅寶石·始源藍寶石》 |
| 8    | The Cavern         |          | 海底洞窟 | 今井有文   | 今井有文             | 今井有文         | 10月21日       | 12月15日       | 豐緣地區         | 《精靈寶可夢 終極紅寶石·始源藍寶石》 |
| 9    | The Scoop          |          | 獨家新聞 | 若野哲也   | 若野哲也、山井紗也香 | 吉岡毅、         | 10月28日       | 12月15日       | 豐緣地區         | 《精靈寶可夢 終極紅寶石·始源藍寶石》 |
| 10   | The Old Chateau    |          | 森之洋館 | 森山悠二郎 | 森山悠二郎           | 諸貫哲朗         | 10月28日       | 12月22日       | 神奧地區         | 《精靈寶可夢 鑽石·珍珠·白金》        |
| 11   | The New World      |          | 新世界   | 川越崇弘   | 川越崇弘             | 西村郁           | 11月4日        | 12月22日       | 神奧地區         | 《精靈寶可夢 鑽石·珍珠·白金》        |
| 12   | The Magma Stone    |          | 火山鎮石 | 川崎逸朗   | 川崎逸朗             | 後藤隆幸         | 11月11日       | 12月22日       | 神奧地區         | 《精靈寶可夢 鑽石·珍珠·白金》        |
| 13   | The Uprising       |          | 叛亂     | 若野哲也   | 若野哲也             | 栗原基彥、       | 11月18日       | 2017年 1月27日 | 合眾地區         | 《精靈寶可夢 黑·白》                 |
| 14   | The Frozen World   |          | 冰封世界 | 朴性厚     | 朴性厚               | 朴性厚           | 11月23日       | 2017年 1月27日 | 合眾地區         | 《精靈寶可夢 黑2·白2》               |
| 15   | The King Returns   |          | 歸來     | 高橋知也   | 市川量也             | 松浦有紗         | 12月2日        | 2017年 1月27日 | 合眾地區         | 《精靈寶可夢 黑2·白2》               |
| 16   | The Beauty Eternal |          | 永恆之美 | 森大貴     | 安藤貴史             | 高橋成之         | 12月9日        | 2月3日         | 卡洛斯地區       | 《精靈寶可夢 X·Y》                   |
| 17   | The Investigation  |          | 搜查     | 安食圭     | 安食圭               | 高橋成之         | 12月16日       | 2月3日         | 卡洛斯地區       | 《精靈寶可夢 X·Y》                   |
| 18   | The Redemption     |          | 贖罪     | 牧野吉高   | 牧野吉高             | 吉野真一         | 12月23日       | 2月3日         | 卡洛斯地區       | 《精靈寶可夢 X·Y》                   |

## 外部連結
- YouTube播放清單 （页面存档备份，存于）（英文）
- YouTube播放清單 （页面存档备份，存于）（日語）